# Kemal Küçükbay
Kemal Küçükbay (né le 28 août 1982) est un coureur cycliste turc.

## Palmarès sur route
- 2000
  - 2e du Tour de Mevlana
- 2006
  - 10e étape du Tour du Cameroun
- 2007
  - K.A.P. Taçettin Özsavaş Kupası :
    - Classement général
    - 2e étape

  - Tour de Mevlana :
    - Classement général
    - 3e étape
- 2008
  -  Champion de Turquie du contre-la-montre
  - Classement général du K.A.P Aksaray
  - 2e étape de Bursa
  -  Médaillé d'argent du championnat des Balkans sur route
- 2009
  - K.A.P. Sezon Açılış Kupası :
    - Classement général
    - 1re étape

  - K.A.P. Nevşehir :
    - Classement général
    - 1re et 2e étapes

  - 3e du Türkiye Genel Ferdi Klasmanı
- 2010
  -  Champion de Turquie du contre-la-montre
  - K.A.P. Sezon Açılış Kupası :
    - Classement général
    - 2e étape

  - Classement général de K.A.P. Marmaris
  - 2e étape du Tour de Trakya
  - 2e étape du International Path of Victory
  - K.A.P. Sezonu Final :
    - Classement général
    - 1re étape

  - Türkiye Genel Ferdi Klasmanı
  - Tour de Marmara :
    - Classement général
    - 1re étape

  - 2e du Tour d'Alanya
- 2011
  -  Champion de Turquie sur route
  - 3e étape du Tour de Trakya
  - 2e du Tour de Trakya
  - 2e du Türkiye Genel Ferdi Klasmanı
  - 3e du championnat de Turquie du contre-la-montre
- 2012
  - 1re étape de Mersin
  - 2e de Türkiye Genel Ferdi Klasmanı
  - 3e du K.A.P. Sezon Açılış Kupası
- 2014
  - 1re étape de Izmir
- 2015
  - 1re étape de Gaziantep
- 2017
  - 1re étape du K.A.P. Sezon Açılış Kupası
- 2018
  - 3e du Tour de Mésopotamie

## Classements mondiaux
| Année           | 2005 | 2006 | 2007 | 2008 | 2009 | 2010 | 2011 | 2012 | 2013 | 2014  |
| --------------- | ---- | ---- | ---- | ---- | ---- | ---- | ---- | ---- | ---- | ----- |
| UCI Africa Tour |      | 86e  |      | 205e | 78e  |      | 191e |      |      |       |
| UCI Asia Tour   | 122e |      | 219e | 343e |      | 270e |      |      |      |       |
| UCI Europe Tour |      | 968e | 271e | 974e |      | 394e | 51e  |      | 959e | 1001e |